# Магазин (Арканзас)
Магазин (енгл. Magazine) град је у америчкој савезној држави Арканзас.

## Демографија
По попису из 2010. године број становника је 847, што је 68 (-7,4%) становника мање него 2000. године.
| Група             | 2000.       | 2010.       |
| Белци             | 887 (96,9%) | 806 (95,2%) |
| Афроамериканци    | 0 (0,0%)    | 3 (0,4%)    |
| Азијати           | 1 (0,1%)    | 1 (0,1%)    |
| Хиспаноамериканци | 6 (0,7%)    | 15 (1,8%)   |
| Укупно            | 915         | 847         |